# Brigitte Roesen
Brigitte Roesen (18 gennaio 1944) è un'ex lunghista tedesca.

## Palmarès

### Europei indoor
- 1 medaglia:
  - 1 oro (Grenoble 1972 nel salto in lungo)